# Ahora Decide
Ahora Decide es un partido político español inscrito en el Registro del Ministerio del Interior el 12 de marzo de 2015.
El partido surge en marzo de 2015 impulsado principalmente por cargos públicos procedentes del PSOE, si bien contando también con independientes. Se presentó a las elecciones municipales y autonómicas de ese mismo año, consiguiendo ser la tercera fuerza en número de concejales (64) y alcaldes (14) en la provincia de Zamora. El partido también presentó candidaturas en la provincia de Ávila, consiguiendo 51 concejales, si bien nunca llegó a tener actividad en esa provincia.
En abril de 2018 llegó a un acuerdo con el partido Agrupación de Electores Independientes Zamoranos-ADEIZA que supuso la incorporación de la estructura política de ADEIZA en Ahora Decide, sumando ambos partidos 20 alcaldías y 120 concejales en la provincia de Zamora. En las Elecciones municipales de España de 2019, Ahora Decide se presentó ya con ADEIZA en sus órganos internos, consiguiendo ser la tercera fuerza en votos de la Provincia de Zamora con 3.320 votos y 97 concejales entre los cuales ha conseguido 16 alcaldías con mayoría absoluta. En las Elecciones municipales de España de 2023 los resultados de número de concejales y de votos se vieron reducidos, especialmente por no concurrir en ninguno de los mayores municipios de la provincia, siendo actualmente la cuarta fuerza política de la provincia de Zamora en número de concejales (46) y de alcaldías (diez alcaldías), y la séptima fuerza en votos.

## Elecciones municipales
| Elecciones                               | Votos | %    | Concejales |
| ---------------------------------------- | ----- | ---- | ---------- |
| Elecciones municipales españolas de 2015 | 3.187 | 2,88 | 64         |
| Elecciones municipales españolas de 2019 | 3.320 | 3,10 | 97         |
| Elecciones municipales españolas de 2023 | 1.819 | 1,86 | 46         |

Lista de alcaldías
Ahora Decide se ha consolidado con 10 alcaldías en la provincia de Zamora
| Municipio               | Votos | %     | Concejales | Notas                  |
| ----------------------- | ----- | ----- | ---------- | ---------------------- |
| Arcenillas              | 202   | 73,72 | 6          | Mayoría absoluta       |
| Almaraz de Duero        | 152   | 50,66 | 4          | Mayoría absoluta       |
| Burganes de Valverde    | 267   | 51,05 | 4          | Mayoría absoluta       |
| Castrillo de la Guareña | 50    | 70,11 | 4          | Mayoría absoluta       |
| Gema                    | 84    | 51,88 | 4          | Mayoría absoluta       |
| Morales de Valverde     | 94    | 75,94 | 4          | Mayoría absoluta       |
| Pías                    | 41    | 54,81 | 4          | Mayoría absoluta       |
| Quiruelas de Vidriales  | 196   | 44,85 | 3          | Mayoría relativa       |
| Villafáfila             | 138   | 37,8  | 3          | Segunda fuerza (pacto) |
| Villanueva del Campo    | 239   | 47,51 | 4          | Mayoría absoluta       |

## Elecciones a las Cortes de Castilla y León
- 2022: Como "Zamora Decide" (Unión de: Ahora Decide y Tercera Vía (España)) [5]
  - Candidato/a: Manuel Fuentes López.
- 2019: "Ahora Decide" en solitario.
  - Candidato/a: José Martín Pérez.
- 2015: "Ahora Decide" en solitario.
  - Candidato/a: José Luis Ferrero Sandín.

| Elecciones                                         | Votos | %                                         | Diputados                              |
| -------------------------------------------------- | ----- | ----------------------------------------- | -------------------------------------- |
| Elecciones a las Cortes de Castilla y León de 2022 | 2076  | 2.42% (en Zamora)                         | 0/7 (en Zamora)                        |
| Elecciones a las Cortes de Castilla y León de 2019 | 1905  | 1.67% (en Zamora) y 0.05% (en Valladolid) | 0/7 (en Zamora) y 0/15 (en Valladolid) |
| Elecciones a las Cortes de Castilla y León de 2015 | 2285  | 2.09% (en Zamora)                         | 0/7 (en Zamora)                        |

## Elecciones europeas
Se presentan a las elecciones al Parlamento Europeo de 2024 dentro de la coalición "La España olvidada EXISTE - Municipalistas - Mundo Justo", junto con Teruel Existe, Unión de Ciudadanos Independientes, Por un Mundo más Justo, Soria Ya, Cuenca Ahora, Aragón Existe, Centrats en Nules, Jaén Merece Más, Somos Cáceres, Unión Independiente de Mazarrón y Coalición de Centro Democrático. Su cabeza de lista es Tomás Guitarte.